# USS Wasp (CV-7)
«Восп» (англ. USS Wasp (CV-7) — військовий корабель, авіаносець однойменного типу ВМС США за часів Другої світової війни.

## Історія створення

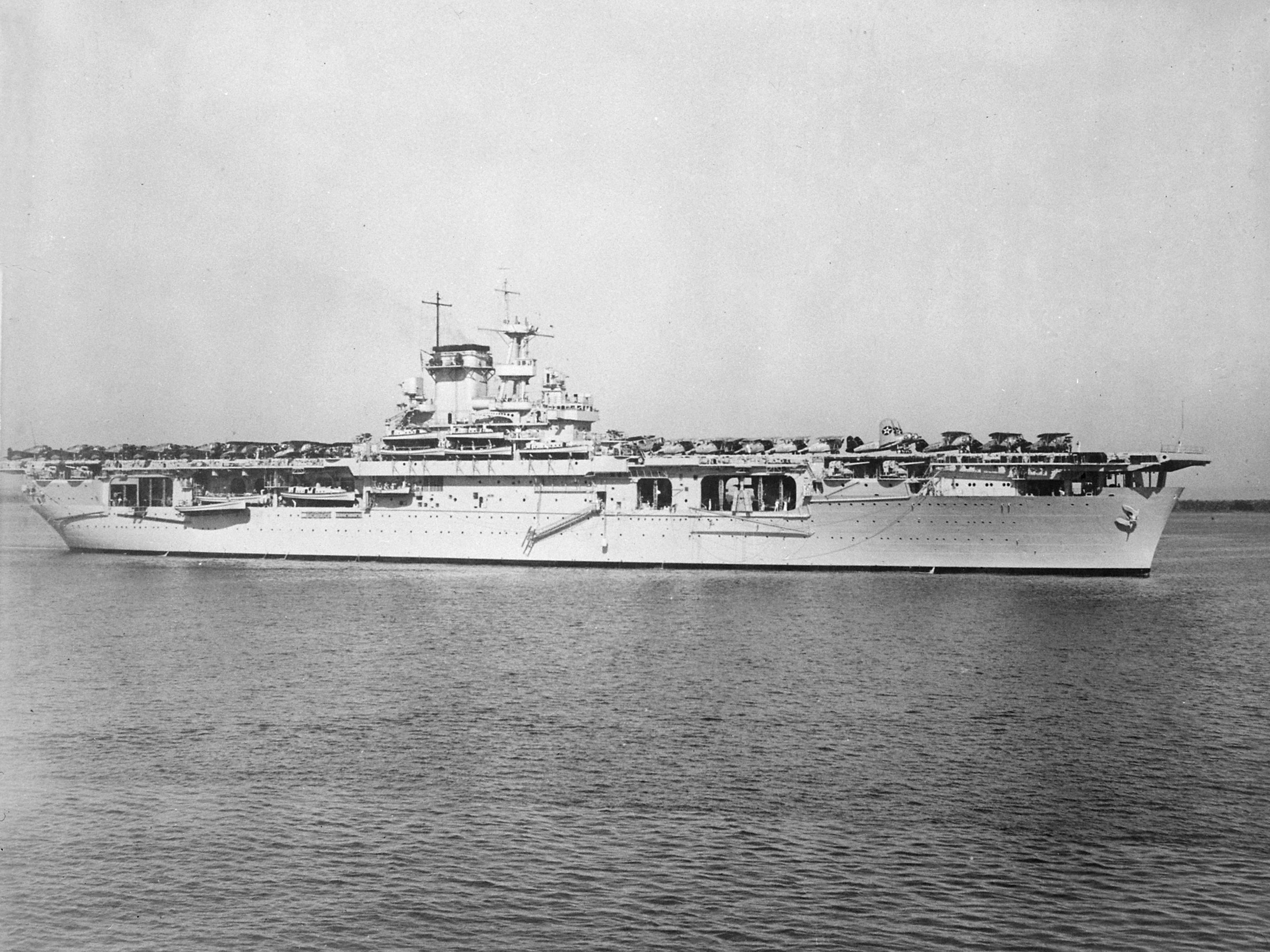
«Восп» 27 грудня 1940 року

Рішення побудувати авіаносець «Восп» було прийняте 27 березня 1934 року — ще до вводу у стрій «Рейнджера». До того часу стало зрозуміло, що стандартна водотоннажність останнього перевищить передбачену проектом мінімум на 700 тонн. Американці, на відміну від японців, чесно виконували вимоги Вашингтонського морського договору. Оскільки при проектуванні нового корабля вкластись в 13500 тонн, що залишились, було нереально, вирішили переобладнати «Ленглі» в авіатранспорт та побудувати новий, модернізований варіант «Рейнджера» з покращеними ходовими характеристиками, легшим бронюванням та більшою авіагрупою. Водотоннажність нового корабля довелось обмежити 14700 тоннами. Замовлення на будівництво було видане 19 вересня 1935 року. Закладений 1 квітня 1936 року, спущений на воду 4 квітня 1939 року. 15 травня 1940 увійшов до складу ВМС Сполучених Штатів.
«Восп» став останнім авіаносцем, побудованим в рамках обмежень Вашингтонського морського договору.

## Конструкція

### Корпус
Конструкція «Воспа» мала декілька оригінальних особливостей. Унікальною рисою корабля став асиметричний корпус — так проектувальники компенсували вагу острівної надбудови без укладання баласту по лівому борту. Крім того, авіаносець вирізнявся незвичайним ешелонним компонуванням машинно-котельних вдділень, пізніше повтореним в авіаносцях типу «Ессекс». В цілому механізми «Воспа» виявились вдалими: на випробуваннях корабель розвинув потужність 73906 к.с. та швидкість 30,7 вузлів.
Політна палуба (224×24,4 м) простягалась на всю довжину корпуса. Ангар був одноярусним (159,1×19,2×5,23 м) та досить містким — в ньому могли розміщуватись 72 літаки. Підйом літаків на палубу здійснювали 2 ліфти розміром 14,6×13,4 м та вантажопідйомністю 7,7 тонн. Крім того, в носовій частині по лівому борту як експеримент встановили додатковий бортовий літакопідйомник Т-подібної форми. Його випробування пройшли успішно, і на авіаносцях типу «Ессекс» застосували подібні ліфти, але значно більших розмірів.
На кораблі були встановлені 4 гідропневматичні катапульти Н-II. Дві з них розміщувались на верхній палубі, ще дві — в ангарі поперек корпуса. Аерофінішери Мк.4 розташовувались на носі та на кормі — це забезпечувало посадку літаків з обох боків палуби. Запас бензину становив 414430 літрів.

### Бронювання
Бронювання через обмежену водотоннажність було дуже легким. Нижня (броньова) палуба мала товщину 31 мм. Ангарна та верхня палуба ніякого захисту не мали. Замість броньового поясу застосовувалась потовщена (16-19 мм) обшивка в районі ватерлінії. Лише відсік рульової машини мав досить сильне бронювання: вертикальне 87 мм, горизонтальне 31 мм.

### Озброєння
Авіаносець був озброєний 8 127-мм одинарними гарматними установками, 4 зчетвереними 28-мм автоматами та 24 12,7-мм зенітними кулеметами. Через нетривалу службу «Восп» не зазнав суттєвих модернізацій. В січні 1942 року на ньому встановили радар СХАМ-1. В травні-червні було посилене зенітне озброєння: замість кулеметів встановили 32 20-мм «Ерлікони», а в кормовій частині по лівому борту додали 40-мм «Бофорс».

## Бойове застосування

### Дії в Атлантичному океані

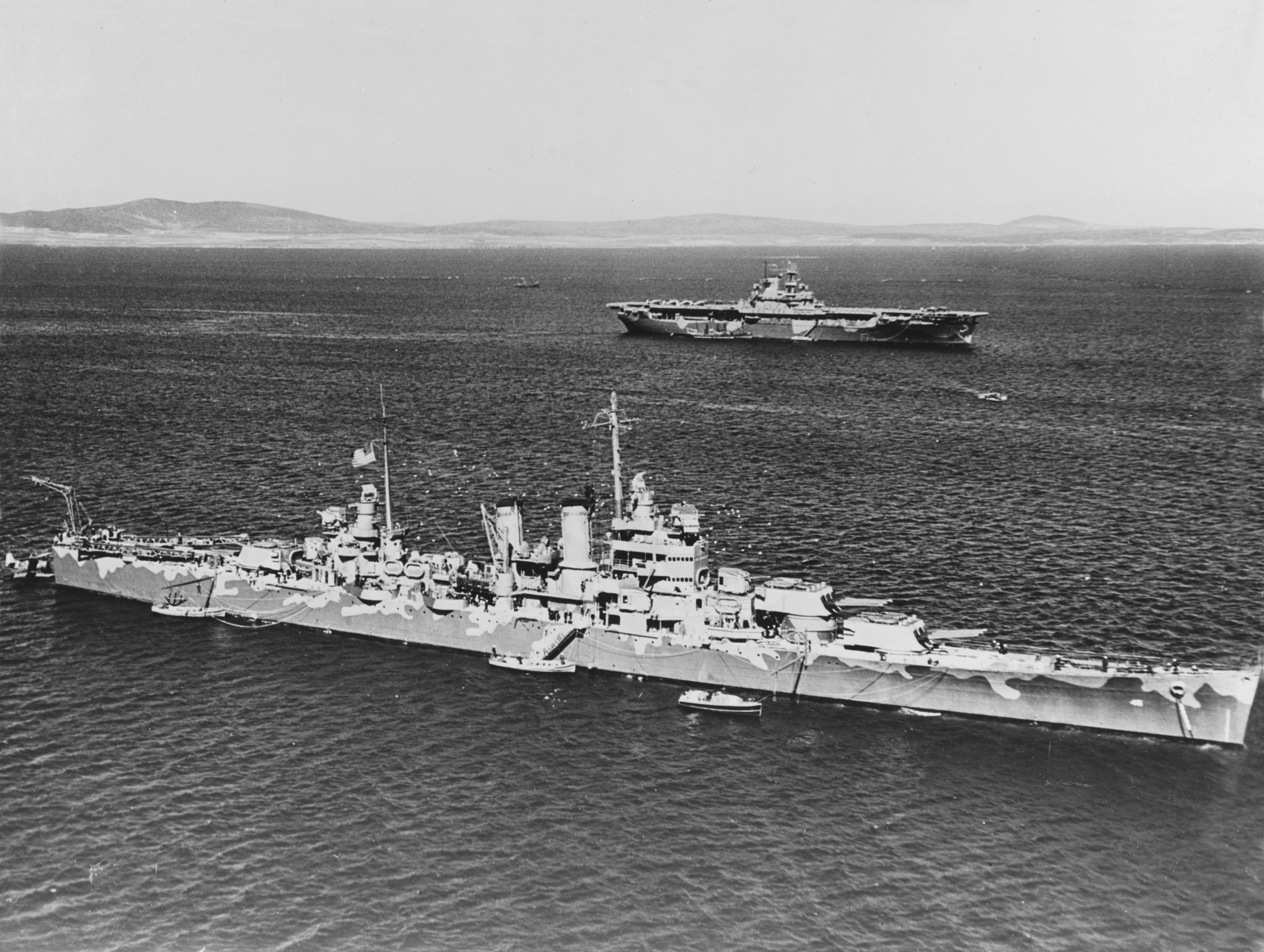
«Восп» та важкий крейсер Wichita в Скапа-Флоу

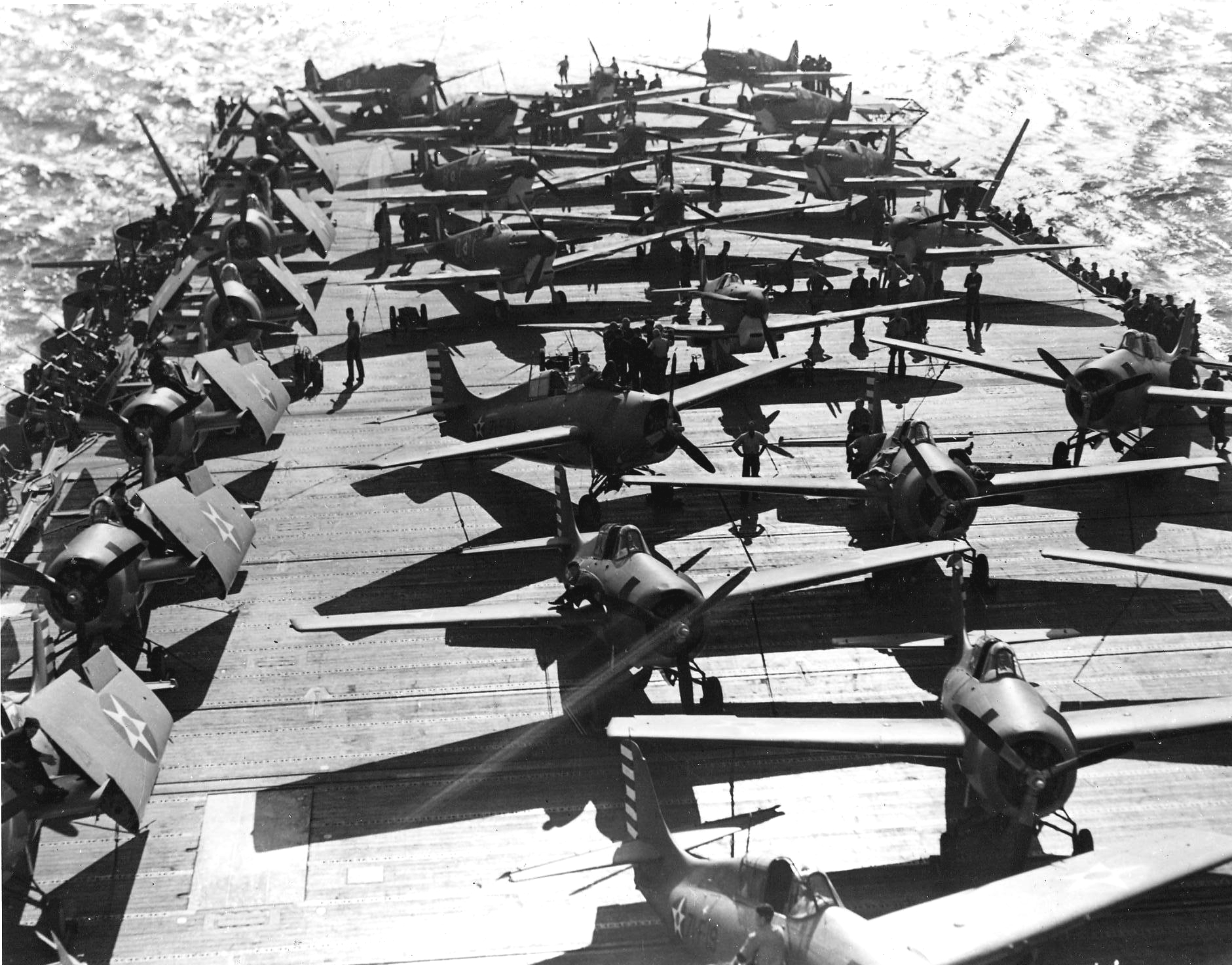
«Спітфайри» та «Велдкети» на палубі «Воспа» 19 квітня 1942 року

З 1 червня 1940 року, після завершення курсу бойової підготовки корабель брав участь у «Патрулі нейтралітету» в Атлантиці. До березня 1942 року він супроводжував конвої та вів пошук кораблів противника. В квітні-травні авіаносець тимчасово входив до складу британського флоту метрополії та брав участь у 2 операціях з перекидання винищувачів на Мальту (20.04.1942 та 9.05.1942).
Мальта — ключовий пункт Середземномор'я. Острів розташований майже за 1000 миль від Гібралтару та за 800 миль від Александрії. В той час він опинився в оточенні аеродромів країн Осі, розташованих в Сицилії, Італії, Сардинії, Греції та Лівії. У лютому 1942 року на острів було скинуто близько 1000 тонн бомб, в березні ця кількість збільшилась до 2170 тонн, у квітні до 6728 тонн. Для оборони Мальти були потрібні сучасні винищувачі, але вони не мали достатнього радіуса дії для перельоту з Англії через Гібралтар. Доставити їх могли тільки авіаносці, але в англійців на середземноморському театрі воєнних дій в строю був тільки один «Ігл». У зв'язку з цим Адміралтейство попросило в американців для допомоги авіаносець «Восп».
Отримавши нове завдання, «Восп» прибув у Глазго. Там він взяв на борт 47 літаків «Спітфайр» під охороною лінійного крейсера «Рінаун» та шести есмінців вирушив на Мальту. Перехід на південь пройшов без особливих пригод. Кораблі йшли з таким розрахунком, щоб вночі 18 квітня пройти повз мис Еспартель, а о 2 ночі 19 квітня пройти траверз мису Європа і тим самим уникнути уваги іспанських та італійських літаків-розвідників. Зліт літаків планувалось здійснити приблизно за 50 миль на північ від Алжиру. О 4 годині ранку 20 квітня з «Воспа» почали злітати літаки. Перші 11 палубних винищувачів піднялись в повітря для розвідки, за ними злетіли «Спітфайри» з британськими екіпажами. До 5.01 всі 54 літаків вже були в повітрі.
Як тільки всі літаки піднялись в повітря, з'єднання лягло на зворотній курс. Об 11.47 на «Воспі» прийняли повідомлення, що всі «Спітфайри» благополучно приземлились на аеродромі Мальти. Виконавши завдання, авіаносець вночі 21 квітня пройшов Гібралтар і 26 квітня прибув у Скапа-Флоу.
В повторній операції «Восп» доставив на Мальту ще 46 винищувачів. Цього разу до нього приєднався британський «Ігл».
Блокада Мальти тривала до кінця липня, але врешті-решт англійська авіація, отримуючи підкріплення, змогла вирвати ініціативу з рук противника. На зміну битві у повітрі прийшла битва за комунікації. А «Восп» 18 травня вирушив до США.

### Бойові дії на Тихому океані

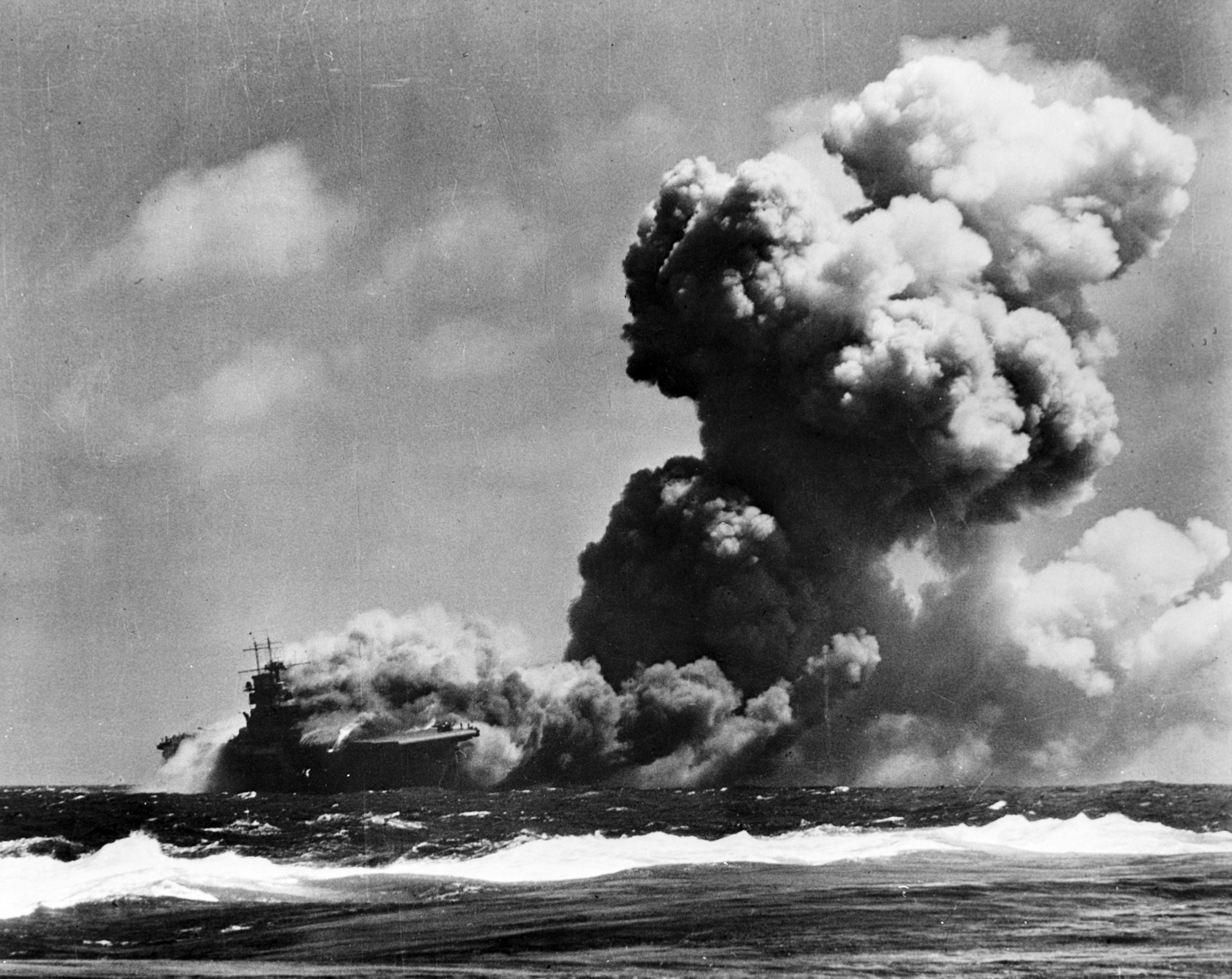
Палаючий «Восп» незабаром після торпедування

Після повернення в США в червні авіаносець вирушив у Тихий океан. В серпні він супроводжував військові конвої на Гуадалканал. Під час одного з таких походів 15 вересня 1942 року «Восп» атакував японський підводний човен I-19 і досяг влучання трьох торпед в носову частину правого борту. В цей момент на авіаносці здійснювалась заправка літаків і всі бензопроводи були заповнені пальним. Внаслідок вибухів торпед на кораблі розпочались пожежі, а бензин, що вилився з бензопроводів, збільшив полум'я, яке швидко розповсюджувалось по кораблю. Корпус «Воспа» струсонули внутрішні вибухи, і незабаром стало ясно, що пожежа вийшла з-під контролю. Система пожежогасіння вийшла з ладу.
Це була найуспішніша торпедна атака Другої світової війни. Підводний човен здійснив 6-торпедний залп: 3 торпеди влучили у «Восп», четверта — в лінкор «Норт Керолайн», п'ята потопила есмінець «О'Браєн», а шоста ледве не влучила в авіаносець «Хорнет».
«Восп», прийнявши велику кількість води, сильно нахилився. Після 6 годин відчайдушної боротьби особовий склад був знятий з корабля, після чого він палав ще 3 години. Згодом есмінець «Ленсдаун» потопив «Восп», випустивши по ньому 4 торпеди. Втрати екіпажу склали 193 чоловік вбитими та 366 пораненими.

## Характеристика проекту
«Восп» продемонстрував найнижчу живучість зі всіх американських авіаносців, і його втрата стала важливим уроком. За висновком слідчої комісії, найбільших пошкоджень завдала третя торпеда, так як перші дві не пошкодили машинне відділення та допоміжну енергосистему. Проте численні вибухи та вібрація корпусу вивели з ладу електричні розподільчі щити та систему боротьби за живучість авіаносця. Серія вибухів бомб, торпед, боєприпасів та паливних баків літаків, яка сталась потому, остаточно зруйнувала корабель.

## Відшукання залишків
14 січня 2019 року група дослідників на науково-дослідному судні RV Petrel відшукала залишки авіаносця «Восп». Він стоїть у вертикальному положенні на глибині 4345 метрів (14,255 футів). Знайти корабель допоміг моряк з «Восп» Джим Форрестер.

## Відео
- USS Wasp (CV-7) burning and sinking [Архівовано 14 червня 2015 у Wayback Machine.]